# Umm Ruwaba
Umm Ruwaba – miasto w Sudanie, w wilajecie Kordofan Północny. Liczy 51 873 mieszkańców. Ośrodek przemysłowy.